# Olga Brosed
Olga Brosed es una empresaria y política española. Impulsora del proyecto Concilia, ha recibido varios reconocimientos en la lucha por la igualdad de oportunidades de las mujeres en el mundo rural. En 2022, recibió el Premio Vivir Mujer Monegros por su papel en la lucha por la igualdad de género en la comarca oscense de Los Monegros. 

## Trayectoria
El proyecto Concilia se puso en marcha en 2000 y Brosed ha sido la técnica responsable de la iniciativa. Concilia surgió como iniciativa local que ha ido abarcando diferentes ámbitos, desde la agrupación de asociaciones de mujeres, a la prevención de violencia contra las mujeres, o el apoyo a las iniciativas empresariales rurales, entre otros muchos ámbitos en los que ha ido gestionando proyectos locales. Esta iniciativa acerca a Los Monegros como comarca con una serie de actuaciones y herramientas concretas para fomentar la participación de las mujeres y sensibilizar contra la violencia de género en el medio rural aragonés. Dentro de Concilia, Brosed presentó unas jornadas en las que se hacen visibles varios de los proyectos e hizo una recapitulación de la trayectoria de la propia iniciativa.

### Empresa
En 2001, Brosed creó la empresa Gaia Monegros que se dedica a la gestión de alojamientos turísticos. Ese mismo año entró a formar parte de la cooperativa Servicios de diversión y recreativos, que ofrece la prestación de servicios de ocio y otros relacionados con la gestión de residuos medioambientales en la Comarca de Los Monegros.
En 2017, entró a formar parte del equipo técnico de CEDER Monegros, formado por Pilar Machin Ortas como gerente, Virginia Arrieta Esteban como técnica, y con Victoria Beltrán Abós como administradora. CEDER Monegros es la entidad que se encarga de gestionar diferentes programas y proyectos que permitan mejorar el desarrollo social y económico de Los Monegros.

### Política
Brosed fue alcaldesa de Robres desde 2015 hasta 2023, durante dos mandatos. Dentro de sus funciones, el 16 de mayo de 2016  firmó la adhesión a la Carta Europea para la Igualdad de Mujeres y Hombres en la Vida Local. En 2017 entró a formar parte del Comité Regional del Partido Socialista Obrero Español (PSOE), y posteriormente de la Comisión de Igualdad de la Federación Española de Municipios y Provincias como vocal del PSOE a nivel estatal. En mayo de 2023, después de las elecciones municipales del 28 de mayo hizo una valoración de sus dos mandatos en el Ayuntamiento de Robres.

## Reconocimientos
En enero de 2019, Brosed, como representante del proyecto Concilia recibió uno de los premios otorgados por el Instituto Aragonés de la Mujer (IAM) en la I Gala por la Igualdad. Fue entregado por la ministra Carmen Calvo, a la que acudieron también dirigentes aragoneses del PSOE y la presidenta de Asociación Aragonesa de Mujeres Empresarias y Profesionales (ARAME) María Jesús Lorente. En marzo de ese mismo año, el proyecto Concilia recibió el Reconocimiento por la Igualdad concedido por el Colectivo de Mujeres Clara Campoamor con motivo del 8 de marzo, Día Internacional de la Mujer.
Brosed en 2022 recibió el Premio Vivir Mujer Monegros en las categorías de política y social, junto con otras alcaldesas del territorio como Ana Puey (Castejón de Monegros), Lucía Pérez (Sangarrén), Miriam Ponsa (Tardienta) y Esther Artieda (Poleñino). Se lo entregó la vicepresidenta de la Diputación Provincial del Huesca, Elisa Sancho. En el mismo acto, también recibió la distinción la activista Mary Tricas, impulsora de la Casa Hogar y la Asociación de Amas de Casa de San Lorenzo del Flumen.